# 蒙桑佩韋勒戰役
蒙桑佩韋勒戰役發生於1304年8月18日，是法蘭西王國和法蘭德斯伯國之间爆发的一場戰役，法軍由法王腓力四世親自率領，最終以法軍的決定性勝利和簽訂奥尔日河畔阿蒂斯条约結束戰爭。
法蘭西王國決心要對1302年的金馬刺戰役報仇，並與法蘭德斯叛軍開戰，在法國艦隊於8月10日至11日在濟里克澤海戰中對法蘭德斯艦隊毀滅性的打擊後，法蘭德斯的進攻停滯，最終於這場戰役被決定性的擊敗。

## 書目
- Curveiller, Stephane. . Presses Univ. Septentrion. 1989.
- DeVries, Kelly. . The Boydell Press. 2006.
- Six, Georges. . Annales de l'Est et du Nord. 1905, 1 (2)  [2022-01-27]. （原始内容存档于2022-01-28）.
- Verbruggen, J. F. . Bijdragen voor de Geschiedenis der Nederlanden. 1952, 6: 169–98.
- Verbruggen, J. F. . The Boydell Press. 1997.
- Verbruggen, J. F.  rev. Woodbridge: Boydell Press. 2002 [1952]. ISBN 0-85115-888-9.